# Jiftach Spektor
Jiftach Spektor (hebr. יפתח ספקטור, ur. 20 października 1940) – izraelski pilot wojskowy, generał brygady, as myśliwski z dwunastoma zestrzeleniami na koncie. Uczestnik wojny sześciodniowej i wojny Jom Kipur. Brał udział w operacji „Opera”. Dowódca dwóch baz izraelskich wojsk lotniczych.
Latał głównie na myśliwcach Mirage III, F-4 Phantom II i F-16 Fighting Falcon.
W 2003 roku został jednym z dwudziestu siedmiu sygnatariuszy (najwyższym stopniem) tak zwanego Listu Pilotów, w którym izraelscy lotnicy odmawiali bombardowania celów w Palestynie w sytuacji, gdy groziłoby to przypadkowymi ofiarami cywilnymi.
Po odejściu z wojska zaczął pracować w branży wysokiej technologii. Opublikował dwie książki: autobiografię (wydaną również w Polsce) i fabularyzowane wspomnienia z wojny Jom Kipur.

## Życiorys

### Młodość
Jest jedynym synem Cewiego i Szoszany Spektorów, członków Hagany. Ojciec poległ na morzu 18 maja 1941 roku, podczas misji mającej na celu sabotaż zakładów naftowych w libańskim Trypolisie (Liban był wówczas terytorium podległym Francji Vichy). Szoszana (z domu Tatar), córka Żydów mołdawskich, którzy wyemigrowali do Palestyny, była jednym z pierwszych członków Palmach. Jiftach pierwsze lata życia spędził częściowo przy matce, częściowo zaś – w kibucach, pod opieką przyjaciół i krewnych. W 1951 roku przeprowadził się z matką do kibucu Giwat Brenner; jako nastolatek działał w ruchu skautowym, odbył też kurs szybowcowy i kurs pilotażu lekkich samolotów.
W wieku siedemnastu i pół roku zaciągnął się do wojska na ochotnika (niezbędna do tego była pisemna zgoda matki).

### Kariera wojskowa

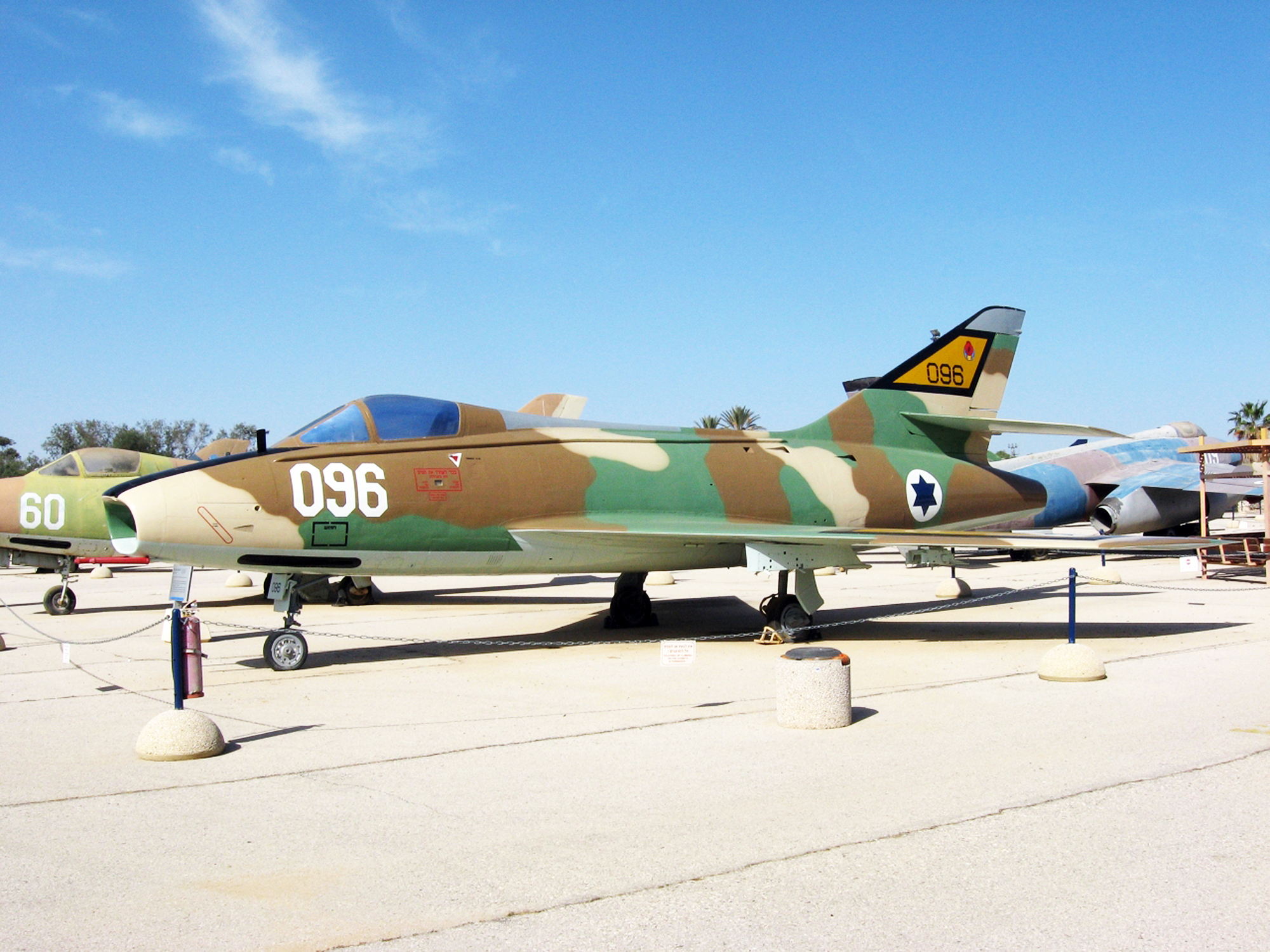
Izraelski Dassault Super Mystère w muzeum w Chacerim

Szkoląc się, Spektor latał na Harvardach i Glosterach Meteorach. Jego pierwszą jednostką bojową (do której dołączył w grudniu 1960 roku) była 105. Eskadra „Skorpion”, stacjonująca w bazie lotniczej Chacor, wyposażona wówczas w Dassaulty Super Mystère’y. W roku 1961 po raz pierwszy uczestniczył w walce powietrznej .
Po trzech latach służby w jednostce liniowej rozważał odejście z wojska i podjęcie studiów medycznych. W tamtym okresie, w 1964 roku, Spektor ożenił się z ciężarną już Ali (Alizą); w listopadzie przyszło na świat pierwsze z ich czworga dzieci, syn Itaj. 30 grudnia 1965 roku musiał katapultować się z Super Mystère’a B.2 w następstwie eksplozji silnika. Od razu po badaniach lekarskich, podczas których stwierdzono, że nie odniósł obrażeń, Spektor dowiedział się od Beniego Peleda, dowódcy bazy Chacor, że otrzymał przydział do 101. Eskadry, latającej na Mirage’ach III, w Izraelu znanych pod lokalną nazwą Szachak. Polubiwszy tę maszynę, wkrótce zrezygnował z planów zostania lekarzem i postanowił przedłużyć służbę w wojsku.

#### Wojna sześciodniowa

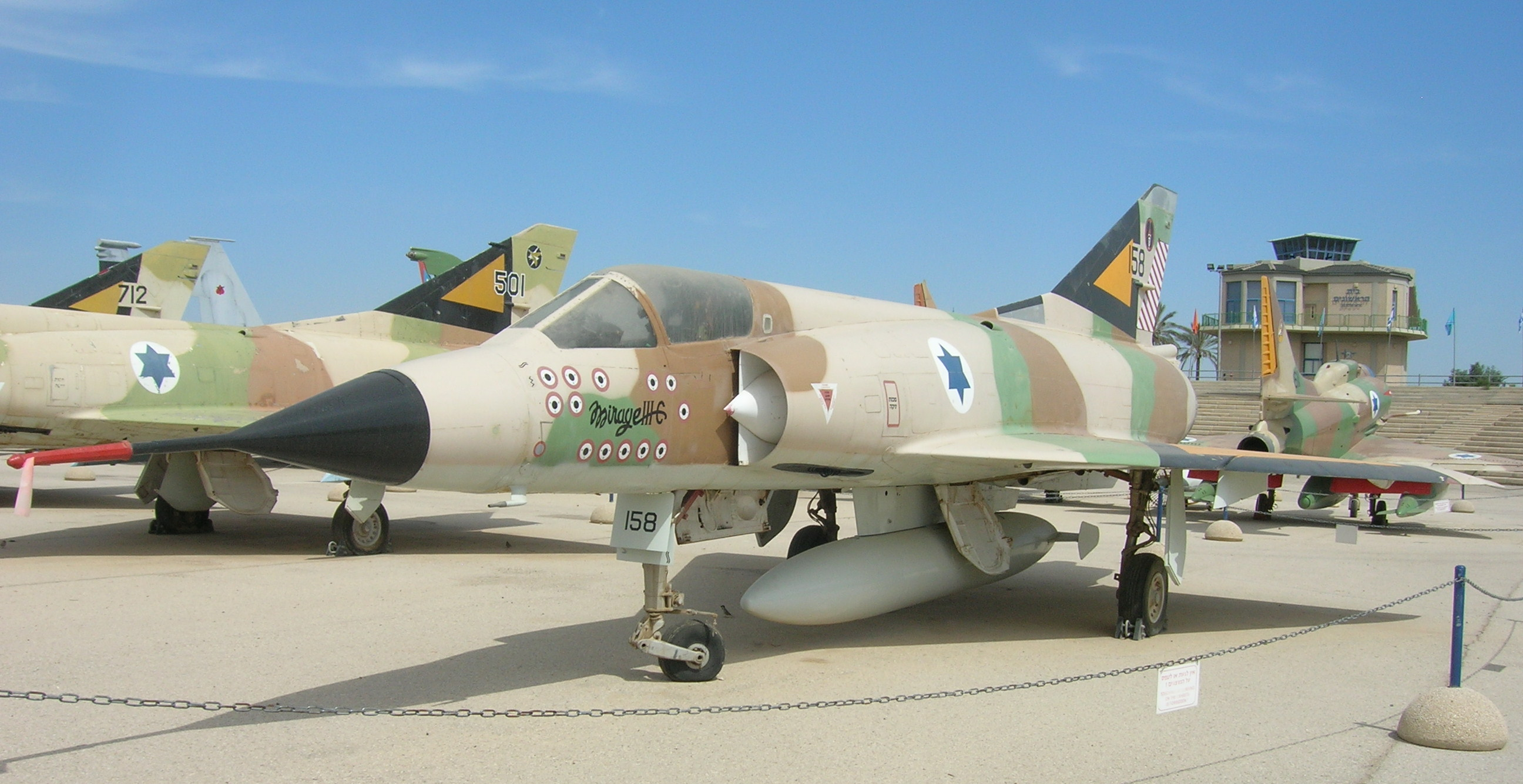
Izraelski Mirage IIICJ; za sterami tego egzemplarza Spektor odniósł jedno zwycięstwo

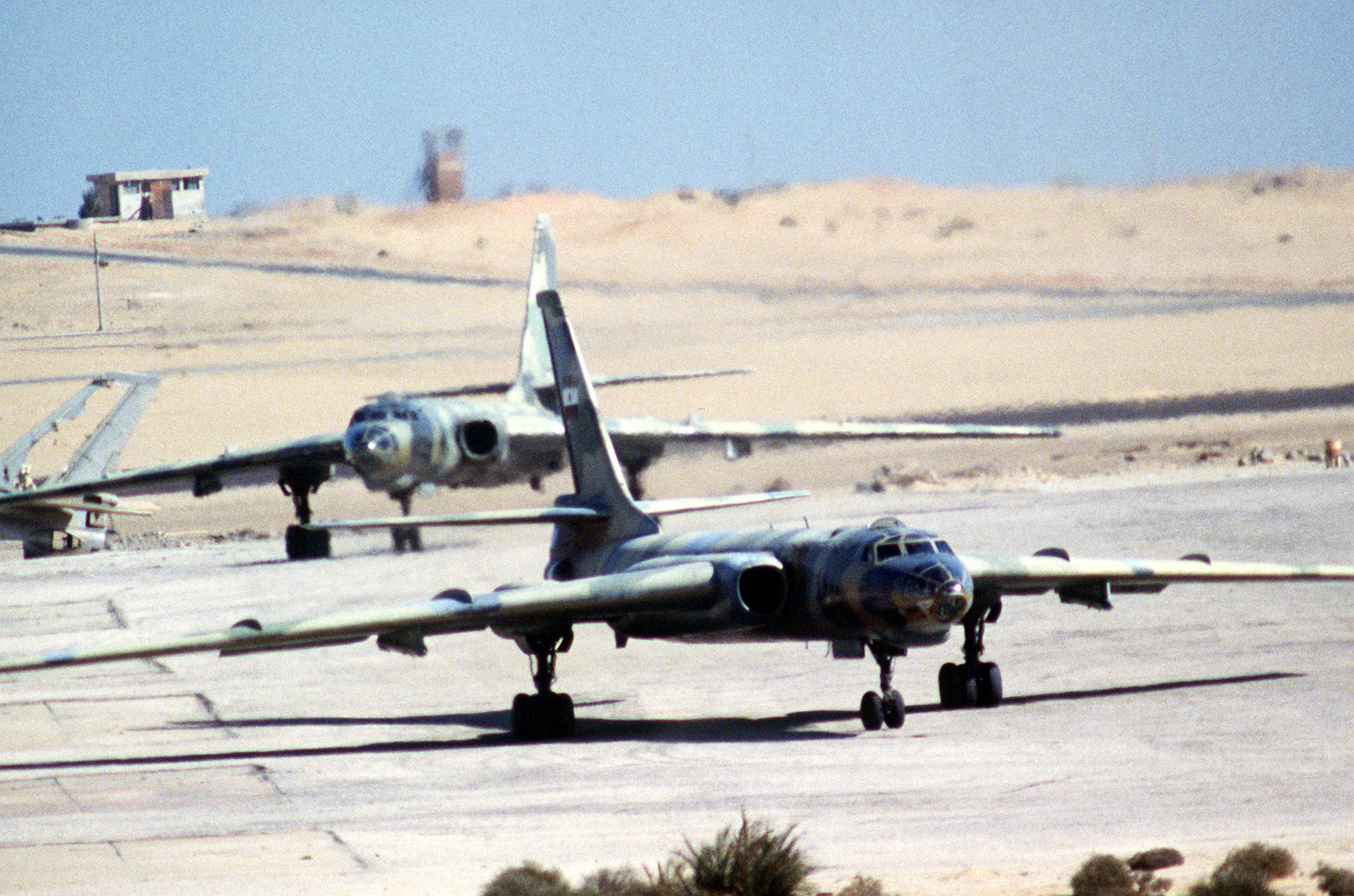
Egipskie Tu-16

1 stycznia 1967 roku został tymczasowo przydzielony do nowej jednostki: 119. Eskadry „Nietoperze”, stacjonującej w bazie Tel Nof, w celu odbycia zaawansowanego kursu dowódczego. Stało się to zaledwie pół roku przed wybuchem wojny sześciodniowej. Pierwszego dnia tego konfliktu jego 101. Eskadra wzięła udział w operacji „Skupienie” – zaskakującym uderzeniu na bazy egipskich wojsk lotniczych przeprowadzonym 5 czerwca rano, o godzinie 7:45. Spektor atakował bazę Kair-Zachód w składzie klucza trzech maszyn (wraz z Odedem Maromem i Jairem Neumannem) w ramach zakrojonego na dużą skalę uderzenia, do którego rzucono niemal całe izraelskie lotnictwo. Spektor zrzucił dwie bomby na pas startowy, aby uniemożliwić poderwanie egipskich samolotów w powietrze, a następnie atakował zaparkowane maszyny za pomocą działek, skupiając się zwłaszcza na bombowcach Tu-16. Według danych izraelskich w samej pierwszej fali uderzenia zniszczono 186 egipskich samolotów za cenę dziesięciu własnych. Spektor opisywał później wojnę jako „sześć najdonioślejszych dni naszego życia”, samą operację „Skupienie” nazwał zaś „operacją taktyczną o znaczeniu strategicznym”, która z tego właśnie względu „zajmuje ważne miejsce w historii wojskowości”.
Nazajutrz wplątał się w incydent międzynarodowy, którego szczegóły do dziś pozostają nie w pełni wyjaśnione: atak na amerykański okręt rozpoznania radioelektronicznego USS „Liberty” (GTR-5). Według relacji Spektora jednostka nie miała żadnych znaków rozpoznawczych, a atak z użyciem działek rozpoczął – wspólnie ze swoim skrzydłowym – dopiero na wyraźny rozkaz dowództwa wydany przez radio (następnie atak przypuściła izraelska marynarka). Po powrocie do bazy Chacor usłyszał od swojego przełożonego Dawida Iwrego, że zaatakowana jednostka była okrętem izraelskim, później zaś – że francuskim. Dopiero po dłuższym czasie dowiedział się, że była to w istocie jednostka amerykańska.
Serwis internetowy prowadzony przez marynarzy z „Liberty”, którzy przeżyli atak, podaje wszakże informację, że okręt miał banderę na maszcie, a Izraelczycy od początku byli w pełni świadomi, że mają do czynienia z okrętem amerykańskim; to samo źródło twierdzi, że izraelskie Mirage’e wykorzystały w ataku nie tylko działka, lecz także pociski rakietowe i napalm. Odtajnione opracowanie sporządzone przez NSA nie potwierdza informacji o użyciu napalmu, ale stwierdza, że izraelscy piloci (to znaczy Spektor i jego prowadzony) nie dochowali należytej staranności, ponieważ „Liberty” miała wyeksponowane oznaczenia przynależności państwowej i można ją było zidentyfikować.

#### Wojna na wyczerpanie

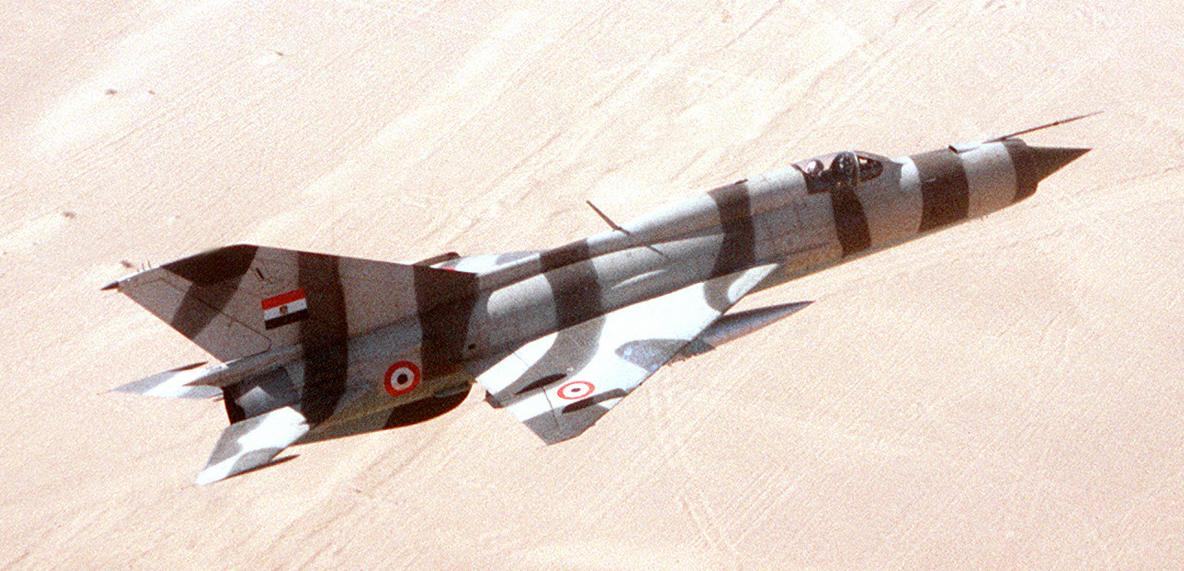
Egipski MiG-21 (zdjęcie z 1982 roku)

7 kwietnia 1967 roku Spektor odniósł pierwsze zwycięstwo powietrzne – nad syryjskim MiG-iem-21 – i drugie, współdzielone z Binjaminem Romachem. Stało się to w toku dużego starcia powietrznego nad granicą syryjską, w którym piloci izraelskich Mirage’ów zapisali sobie na konto w sumie sześć zestrzeleń. W kwietniu 1969 roku Spektor został przydzielony jako instruktor do szkoły lotniczej w niedawno utworzonej bazie lotniczej Chacerim; szkoła podlegała Ranowi Peckerowi (Ronenowi), z którym Spektor wcześniej popadł w konflikt. Piloci uczniowie szkolili się na Fougach Magisterach. Spektor wspomina służbę w charakterze instruktora jako „zajęcie ciekawe i przyjemne”, ale też „wymagającą i trudną pracę”.
Kolejny sukces Spektora w walkach powietrznych nadszedł dopiero dwa lata po pierwszym: 26 czerwca 1969, w starciu z egipskimi MiG-ami-21, odniósł drugie zwycięstwo indywidualne (w sumie w okresie od 24 czerwca do 7 lipca Izraelczycy strącili dziewięć egipskich MiG-ów-21). W toku starcia Spektor zapuścił się jednak zbyt daleko w głąb Egiptu, przez co nie był w stanie wrócić do bazy macierzystej. Ze względu na to, że po drodze musiał jeszcze zgubić dwa kolejne egipskie MiG-i-21, paliwa wystarczyło mu jedynie na lot do bazy lotniczej Abu Rudajs na wschodnim wybrzeżu Synaju. Trzecie zwycięstwo indywidualne Spektor zapisał sobie na konto 20 lipca 1969 roku, pierwszego dnia operacji „Bokser” – ofensywy powietrznej wzdłuż Kanału Sueskiego.
27 maja 1970 roku został dowódcą 101. Eskadry. W roku 1970 odniósł w sumie cztery i pół zwycięstwa, kolejno 6 marca (MiG-21), 10 lipca (MiG-21; od tego momentu przysługiwał mu umowny tytuł asa myśliwskiego za osiągnięcie liczby pięciu strąceń), 27 lipca (dwa MiG-i-17) i 30 lipca (MiG-21 wspólnie z Awrahamem Szalmonem w bitwie, w której Sowieci – czynnie wspierający Egipcjan – stracili w sumie pięć maszyn tego typu). Tydzień później tak zwana wojna na wyczerpanie dobiegła końca. Spektor wyraża się krytycznie o warunkach zawieszenia broni z Egiptem i skutkach wojny, która w jego opinii zakończyła się klęską Izraela na szczeblu strategicznym („Egipcjanie spojrzeli nam w oczy, a Izrael odwrócił wzrok”), a także o sposobie, w jaki izraelskie wojska lotnicze stosowały nowe samoloty myśliwsko-uderzeniowe F-4 Phantom II (w Izraelu nazwane Kurnas) do ataków na egipskie baterie pocisków przeciwlotniczych – zadały one Phantomom dotkliwe straty.
W sierpniu 1971 roku Spektora, wówczas już dowódcę 101. Eskadry, przeniesiono do nowej jednostki: 107. Eskadry „Rycerzy Pomarańczowego Ogona”, formowanej na nowo w Chacerim właśnie na Phantomach. 107. Eskadrę powołano do życia 5 grudnia; 10 grudnia do Chacerim przyleciały pierwsze Phantomy, maszyny o numerach 43, 44, 49, 59, 65 i 67. Pod koniec 1972 roku eskadra Spektora wzięła udział w nalotach prowadzonych przez izraelskie lotnictwo na cele w Syrii i Libanie.

#### Wojna Jom Kipur

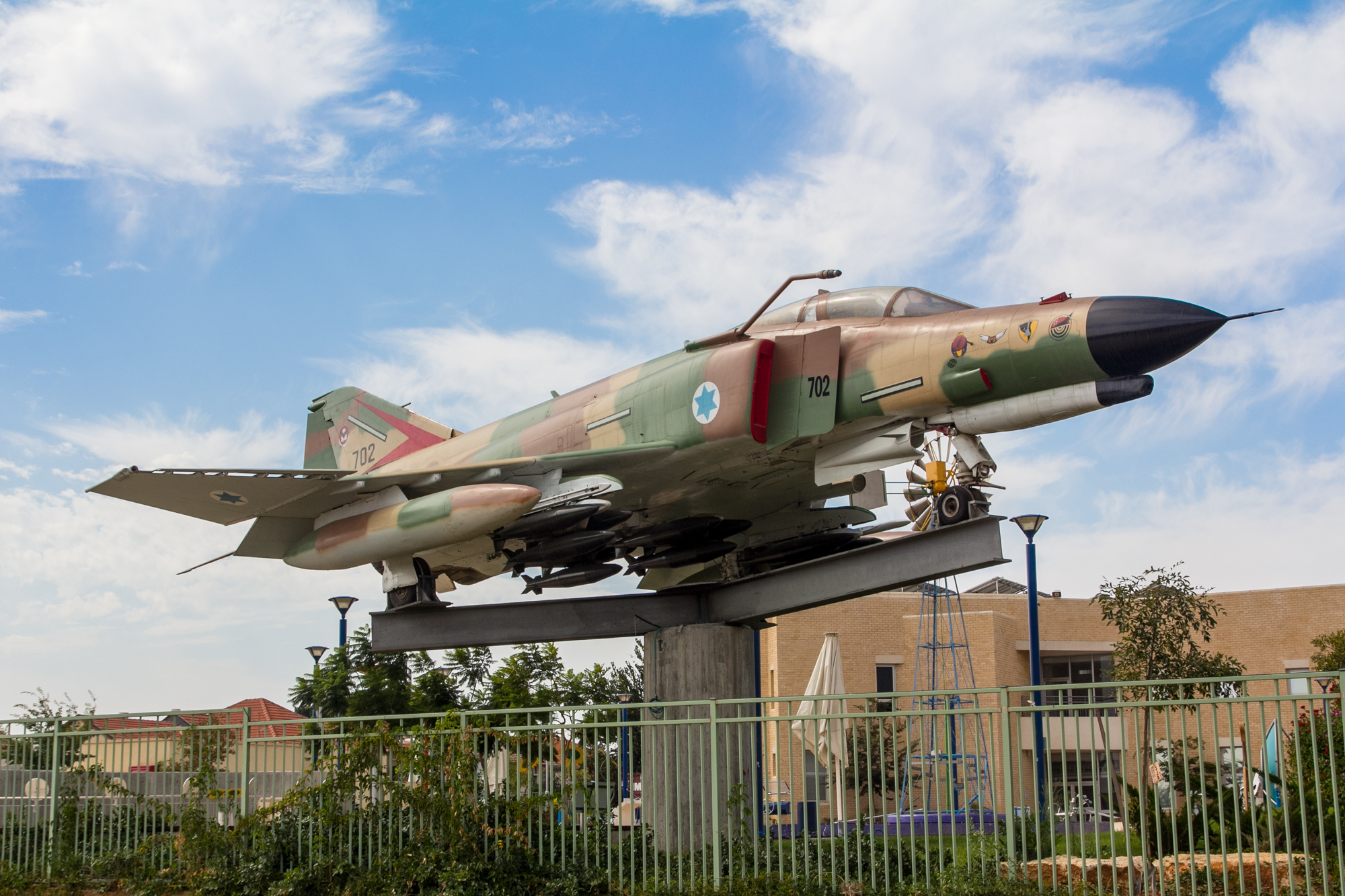
Izraelski F-4 w barwach 119. Eskadry „Nietoperz”

Krótko przed rozpoczęciem wojny Jom Kipur – 13 września 1973 roku – Spektor z Michą Orenem jako drugim członkiem załogi odniósł kolejne dwa zwycięstwa powietrzne nad syryjskimi MiG-ami-21, swoje pierwsze za sterami Phantoma. Był to udany dzień dla izraelskiego lotnictwa, po dwa zwycięstwa uzyskali również dwaj inni piloci będący asami myśliwskimi – Jisrael Baharaw i Amos Bar (obaj w Mirage’ach) – a spośród pilotów „Rycerzy Pomarańczowego Ogona” strącenie zaliczył też Szlomo Egozi.
6 października 1973 roku wybuchła wojna. Dwa dni później Spektor (już z Royem Manoffem na tylnym fotelu) odniósł zwycięstwo nad MiG-iem-21. Dzień później dowodził formacją ośmiu samolotów, która wspólnie z ośmioma maszynami 119. Eskadry miała uderzyć na syryjski ośrodek dowodzenia w silnie bronionym Damaszku. Wprawdzie Phantomy 119. Eskadry dowodzone przez Arnona Lawuszina dotarły nad cel, ale formacja Spektora, która nie mogła znaleźć drogi poprzez skryte w chmurach góry, musiała zawrócić. Nie chcąc marnować bomb podwieszonych pod jego samolotami (przed lądowaniem niezbędne byłoby ich wyrzucenie), skontaktował się z siłami lądowymi i poprosił o wyznaczenie mu innego celu. Ostatecznie został naprowadzony na syryjską kolumnę, wchodzącą w skład sił walczących na wzgórzach Golan (tak zwana bitwa w Dolinie Łez) z wojskami generała Ben-Gala. Później 107. Eskadra jeszcze wielokrotnie atakowała cele naziemne, między innymi syryjskie bazy lotnicze.
Ostatnie potwierdzone zwycięstwo powietrzne w karierze Spektor odniósł 14 października 1973 roku. Sam Spektor wspomina, że 10 października wyszedł zwycięsko z bardzo trudnej walki manewrowej z MiG-iem-21 nad zboczem górskim w rejonie As-Suwajdy, nie zgłosił jednak zestrzelenia, gdyż wplątał się w walkę z naruszeniem zasad, które sam narzucił swojej eskadrze. Informację, że faktycznie doszło do takiego starcia, potwierdza Szlomo Aloni.
W późniejszych latach Spektor ostro krytykował izraelskich dowódców najwyższego szczebla za chaos, który jego zdaniem zasiali w izraelskich siłach zbrojnych, wydając sprzeczne rozkazy, ślepo ufając informacjom wywiadowczym i zbyt wolno reagując na informacje napływające z frontu.
Spektor opuścił stanowisko dowódcy 107. Eskadry w grudniu 1973 roku. W roku 1976 wysłano go na rok do Stanów Zjednoczonych, na studia na UCLA. Następnie służył jako szef wydziału operacyjnego izraelskich wojsk lotniczych; na tym stanowisku zabiegał o sformowanie oddziałów specjalnych podległych bezpośrednio lotnictwu. Odszedł z wojska w sierpniu 1978 roku.

#### Lata osiemdziesiąte

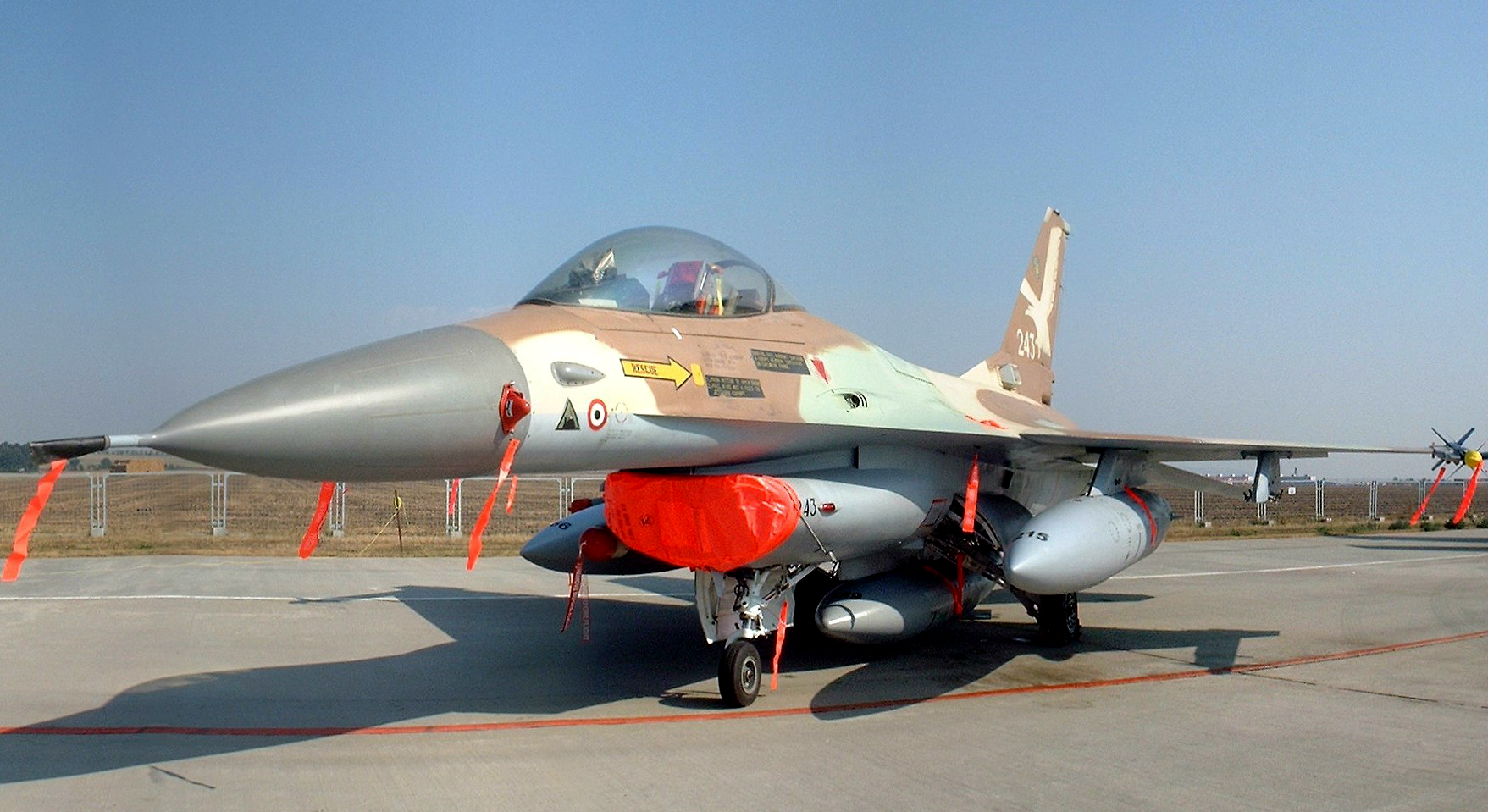
F-16A numer 243; maszyna ta wzięła udział w operacji „Opera”, pilotowana przez Ilana Ramona

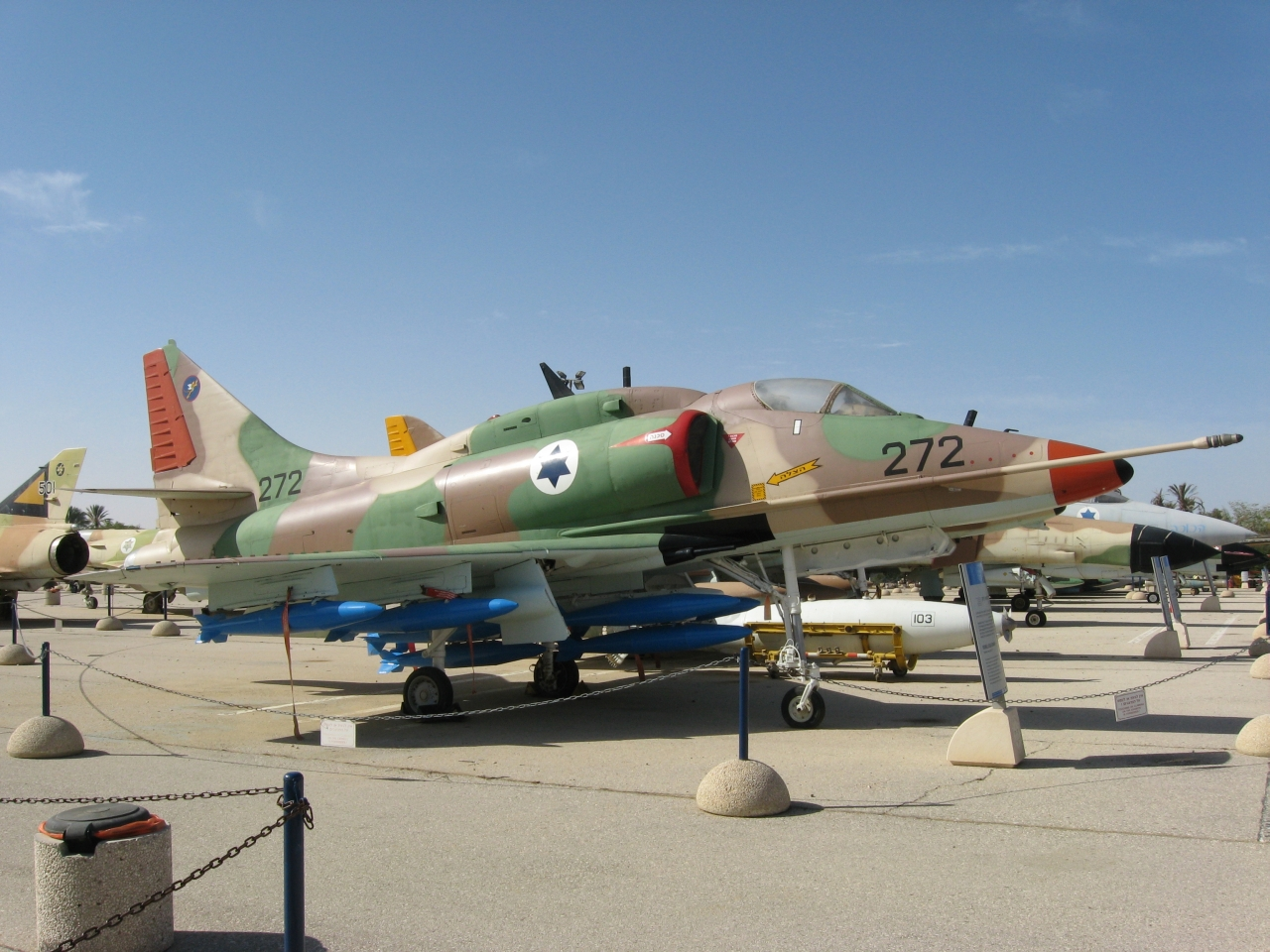
A-4 Skyhawk

Po przejściu Jiftacha do cywila rodzina Spektorów zamieszkała w kibucu Cowa. Kilka miesięcy później, pod koniec roku 1979, namówiony przez generałów „Rafula” Eitana i Dawida Iwrego, Spektor postanowił wrócić do służby czynnej jako dowódca bazy Ramat Dawid i oficer odpowiedzialny za wprowadzenie do izraelskich wojsk lotniczych nowych myśliwców wielozadaniowych General Dynamics F-16A/B. Stanowisko objął 1 stycznia 1980 roku , a pierwsze maszyny przybyły do Izraela w lipcu.
7 czerwca 1981 roku F-16 z Ramat Dawid przeprowadziły nalot na iracki reaktor jądrowy Osirak; operacji nadano kryptonim „Opera”. Spektor był jednym z ośmiu pilotów wchodzących w skład formacji uderzeniowej pod dowództwem Zeewa Raza. Na własną prośbę wszedł w skład drugiej czwórki, prowadzonej przez Amira Nachumiego, ale zajął dalsze miejsce w formacji, wychodząc z założenia, że dowódcami powinni być piloci mający największe doświadczenie na F-16, on sam zaś powinien tylko być obecny po to, aby w razie potrzeby służyć im doświadczeniem. Decyzja o wzięciu udziału w operacji wzbudziła jednak kontrowersje w bazie; takie rozwiązanie oznaczało, że Spektor, który był dowódcą samej bazy, a nie pilotem którejś ze stacjonujących w niej eskadr, wepchnął się na miejsce innego lotnika wyznaczonego do lotu nad Irak – Raniego Falka . Ostatecznie właśnie bomby Spektora jako jedyne nie trafiły w cel. Przyczyną błędu w celowaniu była częściowa utrata przytomności wskutek przeciążenia. Jedna z bomb zrzuconych przez Spektora w ogóle nie eksplodowała .
Po dwóch latach dowodzenia bazą Ramat Dawid Spektor przez kolejne trzy lata dowodził bazą Tel Nof. Podczas wojny libańskiej w 1982 roku jako pilot uderzeniowego A-4 Skyhawka uczestniczył w ataku na syryjską baterię 2K12 Kub w formacji prowadzonej przez Gideona Tolkowskiego . Ostatecznie przeszedł do rezerwy w październiku 1984 roku. Jako pilot rezerwy latał do roku 2003, uczestnicząc w procesie szkolenia nowych lotników wojskowych .

### Po odejściu z wojska
Przeszedłszy do rezerwy, J.Spektor zainwestował pożyczone od matki pieniądze w podróż do Stanów Zjednoczonych Ameryki w celu poszukiwania pomysłów na rozwinięcie własnego biznesu. Zainteresował się problematyką pilotażu śmigłowców, z którymi zapoznał się bliżej jako dowódca bazy Tel Nof, a zwłaszcza przyrządami mogącymi zapewnić większe bezpieczeństwo podczas lotów nocnych na małej wysokości. Ostatecznie podjął współpracę z Elbitem, pod którego egidą stworzył zintegrowany system nawigacyjny dla śmigłowców. W późniejszych latach zaczął pracę w branży energetyki wiatrowej.
24 września 2003 roku generał brygady (alluf) Jiftach Spektor został sygnatariuszem (najstarszym stopniem z dwudziestu siedmiu) tak zwanego Listu Pilotów, w którym izraelscy lotnicy odmawiali bombardowania celów w Palestynie w sytuacji, gdy groziłoby to przypadkowymi ofiarami wśród cywilów. Lotników, którzy podpisali list, ostro krytykowano, niektórzy parlamentarzyści nazywali ich zdrajcami . Minister obrony Sza’ul Mofaz stwierdził, że List Pilotów zwiększa siłę palestyńskich organizacji terrorystycznych . Spektora zmuszono do zakończenia służby w rezerwie i ostatecznego opuszczenia sił zbrojnych.
Jest autorem dwóch książek: autobiografii (wydanie polskie: Głośno i wyraźnie. Wspomnienia izraelskiego asa myśliwskiego, Wydawnictwo Replika 2015, ISBN 978-83-7674-484-1) i fabularyzowanych wspomnień z wojny Jom Kipur. Mieszka w Ramot ha-Szawim.

## Zwycięstwa
Zestawienie potwierdzonych zwycięstw indywidualnych i grupowych Jiftacha Spektora.
| Data                 | Strącony samolot | Przynależność    | Samolot Spektora | Broń    | Uwagi                                        |
| -------------------- | ---------------- | ---------------- | ---------------- | ------- | -------------------------------------------- |
| 7 kwietnia 1967      | MiG-21           | Syria            | Mirage IIICJ     | działko |                                              |
| 7 kwietnia 1967      | MiG-21           | Syria            | Mirage IIICJ     | działko | ½ zwycięstwa, dzielone z Binjaminem Romachem |
| 26 czerwca 1969      | MiG-21           | Egipt            | Mirage IIICJ     | działko |                                              |
| 20 lipca 1969        | MiG-21           | Egipt            | Mirage IIICJ     | działko |                                              |
| 6 marca 1970         | MiG-21           | Egipt            | Mirage IIICJ     | działko |                                              |
| 10 lipca 1970        | MiG-21           | Egipt            | Mirage IIICJ     | działko |                                              |
| 27 lipca 1970        | MiG-17           | Egipt            | Mirage IIICJ     | działko |                                              |
| 27 lipca 1970        | MiG-17           | Egipt            | Mirage IIICJ     | AIM-9D  |                                              |
| 30 lipca 1970        | MiG-21           | Związek Sowiecki | Mirage IIICJ     | AIM-9D  | ½ zwycięstwa, dzielone z Awrahamem Szalmonem |
| 13 września 1973     | MiG-21           | Syria            | F-4E             | AIM-9D  | Drugi członek załogi: Micha Oren             |
| 13 września 1973     | MiG-21           | Syria            | F-4E             | AIM-9D  | Drugi członek załogi: Micha Oren             |
| 8 października 1973  | MiG-21           | Egipt            | F-4E             | działko | Drugi członek załogi: Roy Manoff             |
| 14 października 1973 | MiG-21           | Egipt            | F-4E             | AIM-9D  | Drugi członek załogi: Roy Manoff             |

## Odznaczenia
- Odznaka za Wojnę Sześciodniową
- Odznaka za Wojnę na Wyczerpanie
- Odznaka za Wojnę Jom Kipur
- Odznaka za Wojnę Libańską
- Odznaka pilota